# Herman (filme)
Herman é um filme de drama norueguês de  dirigido e escrito por Erik Gustavson. Foi selecionado como representante da Noruega à edição do Oscar , organizada pela Academia de Artes e Ciências Cinematográficas.

## Elenco
- Anders Danielsen Lie - Herman
- Frank Robert - avô
- Elisabeth Sand - mãe
- Kai Remlow - Jacobsen Jr.
- Sossen Krohg - Fru Jacobsen
- Harald Heide-Steen Jr. - Tjukken
- Bjørn Floberg - pai
- Jarl Kulle - Panten